# Tarcal
Tarcal ist eine Gemeinde im Komitat Borsod-Abaúj-Zemplén. Der Ort liegt im Nordosten Ungarns. Geprägt wird Tarcal insbesondere durch den Weinbau. Nur 8 km vom Nachbarort Tokaj entfernt, liegt Tarcal im Tokajer Weingebiet, welches für den ungarischen Weißwein Tokajer bekannt ist. Der Komitatssitz Miskolc liegt 47 Kilometer entfernt.

## Galerie

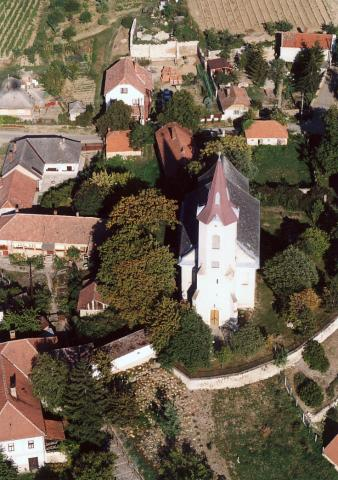
Luftaufnahme von Tarcal
Kultur- und Gemeindezentrum
Kellergewölbe im Kultur- und Gemeindezentrum